# Tragedia na Ibrox Park (1902)
Tragedia na Ibrox Park – miała miejsce 5 kwietnia 1902 roku podczas meczu międzypaństwowego pomiędzy Szkocją a Anglią, rozgrywanego w ramach turnieju British Home Championship.
Stadion Ibrox Park, który zaprojektował Archibald Leitch, zbudowano w 1899 roku kosztem 20 tysięcy funtów. Na mecz Szkocja–Anglia zjawiło się 68 tysięcy widzów, w tym Archibald Leitch (według niektórych źródeł 80 tysięcy). W 51. minucie spotkania zawaliła się górna, drewniana część zachodniej trybuny. W panice kibice z dolnych partii trybuny zaczęli uciekać na murawę, po czym mecz został przerwany na dwadzieścia minut. 
Zginęło 26 osób (według innego źródła 25), a ponad 500 zostało rannych. Mecz zakończył się wynikiem 1:1, jednak został unieważniony i powtórzony 3 maja 1902 na Villa Park w Birmingham. 
W procesach sądowych przeprowadzonych po tragedii Leitch zrzucał winę na bezpośredniego wykonawcę stadionu Alexandera MacDougalla, który do budowy trybuny użył mniej trwałego drewna; oskarżano również Leitcha, jednak ostatecznie obydwu uniewinniono.